# 野口弘行
野口 弘行（のぐち ひろゆき、1945年 - ）は、日本の武道家。建築学者。元明治大学理工学部建築学科教授。専門は建築構造・材料 木質構造・木質材料・木質構造構法専攻。

## 来歴
明治大学在学中に合気会本部道場師範山口清吾に師事し、合気道を修業した。合気道漆段。鹿島神流第18第宗家の國井善弥に入門し、稲葉稔らと共に鹿島神流を学ぶ。1999年明治大学理工学部教授に就任。2015年定年退職。

## 参照
“明治大学”. 2013年5月26日時点のオリジナルよりアーカイブ。2013年4月3日閲覧。

## 著作
『木造構造　第4版』（共著）
「枠組壁工法実大建物における耐力壁の挙動分析」（共著・日本建築学会・日本建築学会論文報告集・1981年）